# 髙橋ちゃん
髙橋ちゃん（たかはしちゃん、1985年2月5日 - ）は、フリーで活動する日本のロボットクリエイター。本名、髙橋 恒平（たかはし こうへい）。埼玉県所沢市出身。元お笑いタレントであり、当初はプロダクション人力舎に所属していた。

## 略歴
神奈川工科大学出身。卒業後は7年間会社員をしていたが、28歳の時にプロダクション人力舎が運営する養成所スクールJCAへ23期生として入学する。 
入学当初は漫才師を目指しコンビ活動をしていたがこの時はうまく行かず、JCAの講師の勧めで途中からロボットとの漫談を始める。養成所在学中よりぐるぐるナインティナインなどのテレビ番組出演などを果たし、2015年より人力舎への所属が決定。同期生のアナクロニスティックと共に、史上初となる下部組織「JCAプロモーション」を経由せず飛び級での正式所属となった。
2018年4月2日、芸人を引退したと事務所公式サイトで伝えられた。引退理由の一つとして「ロボットは作れるのにネタが作れなかった」ことを挙げ、今後はロボット製作及びロボットを使っての活動は続けていくことを明らかにしている。
2020年9月2日、自身のブログにて現在勤めている会社を辞めずフリーランスという形で活動を再開する事を発表。2021年のR-1グランプリ予選への出場などを経て、同年4月21日に再引退が発表された。
現在はロボットクリエイターとして、主にNT金沢やNT富山などのものづくり系イベントで活動してつつロボット教室の講師を務めている。またその傍らで、2022年6月17日に自身のブログで事務所所属を第一の目標とし、芸人復帰を画策している事を明かしている。

## 芸風
主にロボットを相方にしての漫談を行う。たまに2、3体のロボットを相手にコントも行う。
メインで“相方”にしているロボットは「かんきつ君」で、2016年の時点で「2代目」。その後は小さな子供にも分かるようにと「みかんくん」へ名前を変えていた。
NT富山2022で展示された「ピピ美ロボ」は不安や怖さと同時にユーモラスな印象を与え話題となった。

## 人物
大学時代はロボット部に所属し、卒業後も趣味としてロボットを作っていた。おもしろ荘に出演した時の相方であった「タキャクくん」は社会人時代に作ったもので、もともとは障害物競走用(いわゆるロボコン)のロボットだった。
猫が好きで、家で4匹飼っている。保護猫カフェにも通ったりしており、2017年の7月には保護猫活動のチャリティーコンサートに前座として出演した。

## 賞レース成績
- 2015年 R-1ぐらんぷり 1回戦敗退（養成所時代）
- 2016年 R-1ぐらんぷり 3回戦進出
- 2017年 R-1ぐらんぷり 3回戦進出
- 2018年 R-1ぐらんぷり 2回戦進出
- 2021年 R-1グランプリ 1回戦敗退[16]

## 出演

### ライブ
- バカ爆走!（事務所ライブ、新宿Fu-）
- Spark!（事務所ライブ、新宿vatios）

### テレビ
- ぐるぐるナインティナイン・おもしろ荘（日本テレビ）
- ゲーム王（朝日放送）
- プレミアの巣窟（フジテレビ）
- ニノさん（日本テレビ）
- じわじわチャップリン（テレビ東京）
- 有田ジェネレーション（TBS）
- 関ジャニ特命捜査班7係（日本テレビ）
- ドランクドラゴンのバカ売れ研究所!（BSTwellV）
- ネプ&ローラの爆笑まとめ!（TBS）
- ピエール瀧のしょんないTV（静岡朝日テレビ）
- おはスタ（テレビ東京）
- ウソのような本当の瞬間!30秒後に絶対見られるTV（テレビ東京）
- 朝生ワイド す・またん! ( 讀賣テレビ放送、2016年6月30日）
- ビートたけしのフランスは本当に勲章をくれたのかTV（TBS、2016年12月26日深夜）
- わらたまドッカ〜ン（NHK Eテレ）
- AbemaPrime（AbemaTV、2018年4月26日） - 引退後、元ロボット芸人として出演
- 今夜はナゾトレ（フジテレビ）
- 月曜から夜ふかし（日本テレビ）
- 有吉くんの正直さんぽ（フジテレビ、2020年11月28日）